# Intel 8008
Intel 8008 cpu-collection.deje 8-bitni mikroprocesor dizajniran i proizveden u Intelu 1972. godine. Mikročip je razvijen za potrebe Computer Terminal Corporation (za Datapoint 2200 terminale), ali pošto je proizvodnja kasnila do upotrebe čipa u terminalu nije došlo. Naknadnim ugovorom između Intela i CTC dozvoljeno je Intelu da koristi čip i u druge svrhe. 

## Arhitektura
Mikročip je isprva radio na 0.5 MHz, da bi kasnije verzije radile na 0.8 MHz. Bio je spakovan u kućište od 18 pinova. Imao je jednu 8-bitnu magistralu, 14-bitne adrese, 16 KB memorije, 8 ulazna i 24 izlazna porta, i zahtevao je dosta dodatnih čipova za normalan rad. Zbog ovih relativno skromnih mogućnosti nije našao veliku primenu u tadašnjim računarskim sistemima, i kasnije je zamenjen sa dosta moćnijim 8080.

## Dizajneri
U dizajnu su učestvovali Marcian Hoff, Stan Mazor, Hal Feeney i Federico Faggin.

## Spoljašnje veze
- Intel